# Monanthocitrus oblanceolata
Monanthocitrus oblanceolata är en vinruteväxtart som beskrevs av B.C. Stone & D.T. Jones. Monanthocitrus oblanceolata ingår i släktet Monanthocitrus och familjen vinruteväxter. Inga underarter finns listade i Catalogue of Life.